# Emmanuel-Pierre Le Tourneur
Emmanuel-Pierre Le Tourneur, né le 16 janvier 1755 à Bonnétable (département de la Sarthe), mort le 17 mars 1830 à Paris dans l'ancien 3e arrondissement, est un homme politique de la Révolution française. Il est surnommé Le Tourneur de la Sarthe pour être différencié de son collègue Étienne François Louis Honoré Le Tourneur, député de la Manche.

## Biographie
En septembre 1792, Emmanuel-Pierre Le Tourneur, alors marchand drapier et président du district du Mans, est élu député du département de la Sarthe, le dixième et dernier, à la Convention nationale. 
Il siège sur les bancs de la Montagne. Lors du procès de Louis XVI, il vote la mort et rejette l'appel au peuple et le sursis à l'exécution. En avril 1793, il est absent lors de la mise en accusation de Jean-Paul Marat. En mai de la même année, il vote contre le rétablissement de la Commission des Douze. 
Il est inspecteur de la loterie sous le Directoire.
Il meurt le 17 mars 1830 à Paris et est enterré au cimetière du Père-Lachaise (31e division).

## Sources
- « Emmanuel-Pierre Le Tourneur », dans Adolphe Robert et Gaston Cougny, Dictionnaire des parlementaires français, Edgar Bourloton, 1889-1891 [détail de l’édition]